# Centaurium pulchellum
Centaurium pulchela (abans Erythraea pulchella) és una espècie de la família de les gencianàcies estesa per Europa, però no a Islàndia. Habita en llocs oberts. És una planta anual de fins a 20 cm, sense roseta basal de fulles. Fulles ovato-lanceolades agudes, que creixen en longitud al llarg de la tija. Flors morades o rosàcies, rarament blanques, en inflorescència laxa, ramosa, de part superior plana, o solitària. Calze que gairebé iguala el tub de la corol·la; lòbuls de la corol·la de 2-4 mm. Floreix des de finals de primavera i a l'estiu.
El nombre cromosòmic de Centaurium pulchellum i tàxons infraespecífics (n=18)